# William F. Reynolds
William F. Reynolds, ameriški admiral, * 11. januar 1860, Montgomery County, Maryland, † 25. januar 1944.